# Yongeichthys
Yongeichthys är ett släkte av fiskar. Yongeichthys ingår i familjen smörbultsfiskar.
Kladogram enligt Catalogue of Life:
| Yongeichthys | \| \| Yongeichthys criniger \| \| \| \| \| \| Yongeichthys thomasi \| \| \| \| \| \| Yongeichthys tuticorinensis \| \| \| \| |
|              | \| \| Yongeichthys criniger \| \| \| \| \| \| Yongeichthys thomasi \| \| \| \| \| \| Yongeichthys tuticorinensis \| \| \| \| |
|              | Yongeichthys criniger |
|              | |
|              | Yongeichthys thomasi |
|              | |
|              | Yongeichthys tuticorinensis                                                                                                  |
|              | |